# Clan Akkaba
Il Clan Akkaba è un gruppo di mutanti appartenente all'Universo Marvel, creato da Frank Tieri (testi) e Clayton Henry (disegni), pubblicato dalla Marvel Comics. La sua prima apparizione avviene nella miniserie X-Men: Apocalypse vs. Dracula n. 1 (aprile 2006).
È composto da discendenti del mutante Apocalisse ed opera seguendone le ideologie sulla "sopravvivenza del più forte".

## Biografia
Il Clan Akkaba fu fondato da Apocalisse nell'antico Egitto e prese il nome dal suo villaggio natale. Composto dalla progenie del mutante, in esso vigeva la rigida legge della sopravvivenza del più forte. Il primo Clan fu quasi completamente annientato dalle armate di Alessandro Magno e da allora è stato più volte rifondato.
Per migliaia di anni il Clan Akkaba ebbe la missione di salvaguardare l'eredità e il credo mantra del loro signore e progenitore.
Una volta giunti nel Nuovo Mondo, i discendenti di Apocalisse diedero vita alla versione più grande e potente della loro storia. essi raccolsero intorno a loro molti personaggi ricchi e potenti così da potersi collocare in posizioni di influenza e prestigio, perfette per controllare il Mondo.

## Poteri ed abilità
Ogni membro del clan possiede una parte delle abilità mutaforma di Apocalisse. Capita tuttavia che alcuni membri mostrino di aver sviluppato abilità completamente diverse ed autonome, come ad esempio la capacità di sputare fuoco (Jack Starsmore) e il teletrasporto (Frederick Slade).